# Don Shirley
Donald Walbridge Shirley (Pensacola, Florida, 29 januari 1927 – Manhattan, New York, 6 april 2013) was een Amerikaans pianist en componist.

## Levensloop

### Jonge jaren
Shirleys ouders waren immigranten uit Jamaica. Zijn vader Edwin S. Shirley (1885-1982) was predikant, zijn moeder Stella Gertrude (1898-1936) was lerares. Hij had drie broers. Shirley begon op zeer jonge leeftijd met piano- en orgelspelen. In 1945 voerde hij het Pianoconcert nr. 1 (Tsjaikovski) op met het Boston Symphony Orchestra. In 1949 speelde hij op uitnodiging van de regering van Haïti op de Wereldtentoonstelling van 1949 te Port-au-Prince. Hij herhaalde dit een week later voor president Dumarsais Estimé en aartsbisschop Joseph-Marie Le Gouaze.

### Studies en carrière
Shirley studeerde kort aan Virginia State University en Prairie View A&M University maar behaalde in 1953 onder Conrad Bernier en Tad Jones aan de Katholieke Universiteit van Amerika in Washington zijn bachelor in muziek. Hij ontving twee eredoctoraten en werd daarom Dr. Shirley genoemd.
Ontmoedigd door het geringe aantal kansen dat hem als zwarte muzikant geboden werd, zette hij de piano enige tijd aan de kant. Hij ging een studie psychologie volgen aan de Universiteit van Chicago en werkte in Chicago als psycholoog. Hij kreeg begin jaren vijftig een beurs om het verband tussen muziek en jeugdcriminaliteit te bestuderen. In een kleine club onderzocht hij hoe mensen reageerden op geluiden.
Arthur Fiedler nodigde hem in juni 1954 uit om met de Boston Pops in Chicago te spelen. In 1955 trad hij op met de NBC Symphony op de première van Ellingtons Piano Concerto in Carnegie Hall. Hij verscheen op televisie in Arthur Godfrey and His Friends. Hij trad op in New York in Basin Street East, waar hij bevriend raakte met Duke Ellington.
Shirleys eerste album als solist was Tonal Expressions uit 1955 bij Cadence Records. Het album bereikte de 14e plaats op Billboards lijst van bestverkochte popalbums. Tussen 1950 en 1960 nam hij nog meer albums op voor Cadence Records, experimenterend met door klassiek beïnvloede jazz. In 1961 haalde zijn single Water Boy plaats 40 in de Billboard Hot 100.
In 1962 toerde Shirley door de diep zuidelijke staten. Hij huurde Tony Lip in als chauffeur en lijfwacht. De tournee werd in 2018 verfilmd onder de titel Green Book, waarin Shirley vertolkt werd door Mahershala Ali.
In 1968 voerde Shirley met het Detroit Symphony Orchestra Pianoconcert nr. 1 van Tsjaikovski op. Hij trad ook op met het Chicago Symphony Orchestra en het National Symphony Orchestra. Hij speelde solo met het orkest in het Teatro alla Scala te Milaan in een programma rond George Gershwin.
Shirley schreef symfonieën voor de New York Philharmonic en het Philadelphia Orchestra. Hij schreef symfonieën voor orgel, pianoconcerten, een celloconcert, drie strijkkwartetten, een opera, werken voor orgel, piano, viool, een symfonisch werk gebaseerd op de roman Finnegans Wake van James Joyce en variaties op de opera Orphée aux Enfers.
Shirley stierf op 6 april 2013 aan hartfalen. Igor Stravinsky zei over hem: "Zijn virtuositeit is goddelijk."

## Privé
Shirley trouwde in 1952, maar het huwelijk eindigde in een scheiding.

## Opnamen
Bron: AllMusic.
- Tonal Expressions (Cadence Records, 1955)
- Orpheus in the Underworld (Cadence, 1956)
- Piano Perspectives (Cadence, 1956)
- Don Shirley Duo (Cadence, 1956)
- Don Shirley with Two Basses (Cadence, 1957)
- Don Shirley Solos (Cadence, 1957)
- Improvisations (Cadence, 1957)
- Don Shirley (Audio Fidelity Records, 1959)
- Don Shirley Plays Love Songs (Cadence, 1960)
- Don Shirley Plays Gershwin (Cadence, 1960)
- Don Shirley Plays Standards (Cadence, 1960)
- Don Shirley Plays Birdland Lullabies (Cadence, 1960)
- Don Shirley Plays Showtunes (Cadence, 1960)
- Don Shirley Trio (Cadence, 1961)
- Piano Arrangements of Spirituals (Cadence, 1962)
- Pianist Extraordinary (Cadence, 1962)
- Piano Spirituals (1962)
- Don Shirley Presents Martha Flowers (1962)
- Drown in My Own Tears (Cadence, 1962)
- Water Boy (Columbia Records, 1965)
- The Gospel According to Don Shirley (Columbia Records, 1969)
- Don Shirley in Concert (Columbia Records, 1969)
- The Don Shirley Point of View (Atlantic Records, 1972)
- Home with Donald Shirley (2001)
- Don Shirley's Best (Cadence, 2010)